# Постмодернистский феминизм
Постмодерни́стский фемини́зм (англ. postmodern feminism) — вид феминизма на основе постструктурализма, постмодернизма и французского феминизма. Цель постмодернистского феминизма — дестабилизировать укоренившиеся в обществе патриархальные нормы, которые приводят к гендерному неравенству.

## Основные положения
Представительницы этого направления стремятся достичь этой цели, отвергая эссенциализм и универсальные истины в пользу принятия различий, существующих среди женщин, чтобы продемонстрировать, что не все женщины одинаковы. Указанные идеологии отвергаются феминистками этого направления, так как они полагают, что если универсальная истина будет применена ко всем женщинам, это минимизирует индивидуальный опыт. В связи с этим важное место занимает просвещение женщин о том, что идеи, представленные в обществе как «нормальные», могут происходить из мужских представлений о женщинах.
Общая предпосылка постмодернистской социальной теории — отказ от западного идеала «великих идей» как инструмента для понимания и объяснения направлений развития общества.
Постмодернистская теория и практика признают различия между взглядами и мнениями, освобождая место для представителей всех групп, чтобы они могли внести свой вклад в развитие общества. Таким образом представители этого направления борются с практикой позиционирования одного взгляда на действительность как единственного возможного представления или «истины».
Сочетание понятий «постмодернистская теория» и «феминизм» позволяют подвергать сомнению эссенциалистские подходы к феминизму, расширять философию феминизма.

## Постмодернизм и идеализм
Постмодернистский феминизм ставит под сомнение все устоявшиеся ценности и представления (разум, истина, красота, искусство, наука), так как современное общество основано на западном идеалистическом философском подходе. Обстоятельства появления постмодернистской теории достаточно сложны: «Постмодерн — это не просто хронологическое понятие, отражающее положение „после“ модерна; он всегда встроен в модерн и призван „пробудить“ сознание субъекта, чьи представления больше не моделируются западным белым мужчиной».
Постмодерн ставит под сомнение понятия происхождения, сущности, природы. Одна из представительниц киберфеминизма Энн Бальзамо заявляет: «Исчезло „естественное“ тело, его заменил технологический симулякр». Постмодернистский феминизм, следовательно, представляет собой вызов эссенциалистскому подходу, подчёркивая искусственность концептов тела, пола, расы, сексуальности, женственности. Постмодернисты позиционируют гендер как инструмент и технологию управления обществом, которая консолидируется за счет подражания.
В рамках постмодернистского феминизма одним из основных является тезис о том, что различия между мужчинами и женщинами социально конструируются, а «естественность» — это не более чем идеологически закреплённый стереотип.
Рождение постмодернистской идеологии привело к значительным последствиям для мейнстримного феминистского дискурса, часто подвергаемого критике за его идеалистическую конструкцию «естественной женщины» как представительницы западного, белого, среднего класса, гетеросексуальной и трудоспособной. Постмодернизм призван децентрализовать феминистическую теорию, создавая пространство для осмысления новых реалий.
Постмодернистские феминистки стремятся проанализировать любые понятия, которые привели к гендерному неравенству в обществе, продвигая равенство полов посредством критики логоцентризма, поддержки рассуждений с разных точек зрения, деконструкции текстов и содействия субъективности. Постмодернистские феминистки стремятся к привлечению внимания общественности к дихотомии в обществе и демонстрации того, как язык влияет на различия в обращении к представителям разного пола.
Включение постмодернизма в феминистскую теорию принимают не все представительницы феминистического движения. Некоторые считают, что постмодернистская мысль вносит разночтения и различия, считая ключевой идеей феминизма объединение женщин.

## История возникновения
Постмодернистский феминизм появился в последней четверти XX века.
Данное направление оформилось с приходом третьей волны феминизма, которая началась в 1990-х годах.
Элен Сиксу, Люс Иригарей и Юлия Кристева — наиболее выдающиеся теоретики постмодернистской феминистской философии.
Термин прежде всего выдвигался Джудит Батлер в книге 1990 года «Гендерное беспокойство».
Она критикует работы Симоны де Бовуар, Мишеля Фуко и Жака Лакана, а также аргумент Люс Иригарэй о том, что «женское» является лишь отражением того, что сконструировано как мужское.
Батлер критикует различия, проведённое предыдущими феминизмами между биологическим полом и социально обусловленным гендером. Она задается вопросом, почему мы предполагаем, что материальные вещи (такие как тело) сами по себе не подвержены процессам социального конструирования.
Дж. Батлер утверждает, что даже само понятие «женщина» является неоднозначным, поскольку включает в себя гораздо больше, чем биологический пол — класс, расу, сексуальность и другие аспекты индивидуализма, которые по-своему определяют каждую женщину независимо. Следовательно, как отмечает исследовательница, термин «гендер» носит перформативный характер, а значит не существует единой основы женского подчинения и не существует единого метода решения женского вопроса.
Признавая, что пол является социальной конструкцией, феминистки предполагают, что гендер всегда строится одинаково. Её аргумент подразумевает, что угнетение женщин не имеет единой причины, а проблемы, связанные с ним — единственного решения. Постмодернистский феминизм, таким образом, подвергается критике за то, что не предлагает чёткого пути к действию. Сама Батлер отвергает термин «постмодернизм» как слишком расплывчатый.

### М. Дж. Фруг
Мэри Джо Фруг предположила, что одним из «принципов» постмодернизма является то, что человеческий опыт «неизбежно заключается в языке». Власть осуществляется не только посредством прямого принуждения, но и посредством того, как язык формирует и ограничивает нашу реальность. Она также заявила, что, поскольку язык всегда открыт для переосмысления, его также можно использовать для противодействия устоявшимся ограничениям, что также является перспективной точкой для политической борьбы.
Второй постмодернистский принцип Фруг заключается в том, что пол не является чем-то естественным, чем-то совершенно определённым и определяемым.
Пол является частью системы смыслов, воспроизводимой с помощью языка. Фруг утверждает, что «культурные механизмы … кодируют женское тело значениями» и что эти культурные механизмы затем продолжают объяснять эти значения «призывом к „естественным“ различиям между полами, различиям, которые эти сами правила помогают создавать».

### Французский феминизм
Развитие постмодернистской мысли в феминизме связано с использованием работ Ж. Дерриды, М. Фуко, идей радикального феминизма и постструктурализма. Французские феминистки вводят термин «онто-лого-фоно-фалло-центризм», который отражает особенности функционирования общества, построенного мужчинами и ориентированного на удовлетворение их потребностей.
И. Жеребкина утверждает: «Акцентация женского в феминистской теории позволила выделить новую философскую конструкцию субъективности — гендерно маркированную субъективность в отличие от бесполой классической. При этом феминистский эпистемиологический поиск новых логических оснований женской субъективации в культуре осуществляется в русле общего изменения субъектности в современном мышлении и перехода от классической (просветительской, сведённой к единому и рациональному субъекту) модели к неклассической (множественная и децентрованная конструкция субъективности)».

## Критика
Постмодернистский феминизм возник в 1990-х годах и как относительно недавно возникшее течение, уже подвергся значительной критике.
Подавляющая часть критических замечаний исходит от модернистов и феминисток, поддерживающих модернистскую мысль. Они сосредоточили внимание на темах релятивизма и нигилизма в том виде, как они определены постмодернизмом.
В частности, они утверждают, что постмодернистский феминизм «исключает возможность освобождения», так как он не предполагает каких-либо определённых действий. Эта мысль высказывалась в работах Миган Моррис. Она утверждает, что постмодернистский феминизм рискует подорвать основу политики действия, в основе которой лежат гендерные различия.
Элисон Асситер опубликовала книгу, главный тезис которой заключается в том, что должен быть осуществлен возврат к ценностям Просвещения и модернистскому феминизму. Глория Стейнем также критиковала феминистскую теорию, и особенно постмодернистскую феминистскую теорию, как чрезмерно академическую, где дискурс, полный жаргона и недоступный для понимания среди непросвещённых, бесполезен и вреден для развития феминизма.